# لانگ‌وود، سنت هلن
لانگ‌وود (به انگلیسی: Longwood) یک منطقهٔ مسکونی در بریتانیا است که در جزیره سنت هلن در اقیانوس اطلس واقع شده‌است. لانگ‌وود ۳۳٫۴ کیلومتر مربع مساحت و ۸۰۲ نفر جمعیت دارد.